# Domenico della Marca di Ancona
 (août 2025).
Domenico della Marca di Ancona  est un peintre italien, qui fut actif au XVe siècle dans le Canavèse et le Val d'Aoste. 

## Biographie
Domenico della Marca di Ancona arriva dans le Canavèse dans le premier quart du XVe siècle. 

## Œuvres
- Saint André, (fresque) église San Pietro Vecchio, Favria, Turin.

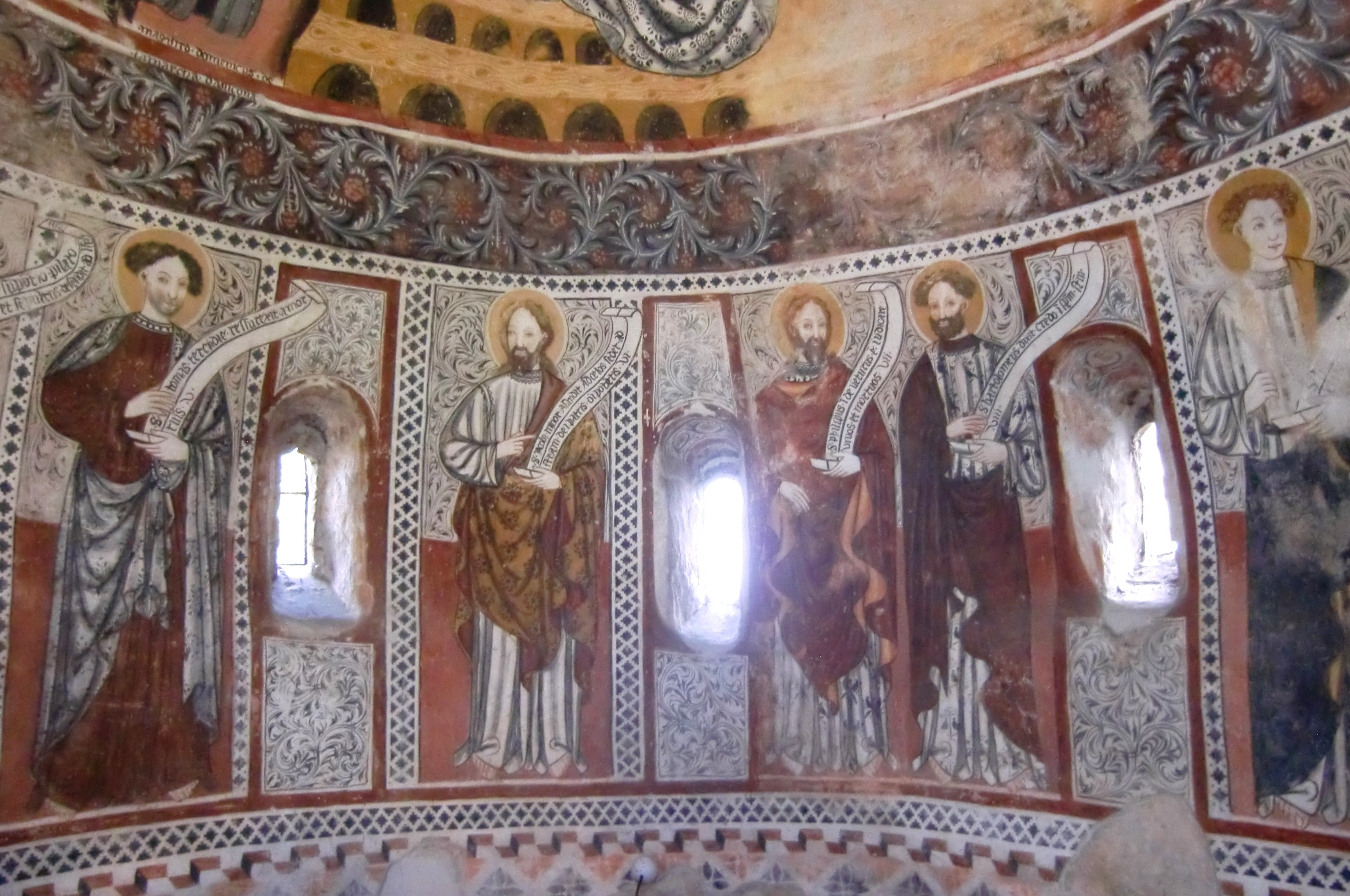

## Sources
- x